# Регбилиг
Регбили́г (регби-лиг, англ. rugby league) или регби-13 — разновидность регби, контактная командная игра с овальным мячом, который игроки каждой команды, передавая друг другу руками и ногами, пытаются приземлить в зачётном поле или забить в Н-образные ворота.
Регбилиг особенно популярен в Англии, Австралии, Новой Зеландии и Франции. Регбилиг является национальным спортом в Папуа — Новой Гвинее. Развит также в России, Ливане и США.
В Европе сильнейшим клубным чемпионатом по регбилиг является англо-французская Суперлига. В Австралии, главном центре регбилиг Южного полушария, существует профессиональная лига НРЛ, которая является одной из самых успешных спортивных организаций страны.

## История регбилиг
Как самостоятельный вид спорта регбилиг ведёт свою историю с 1895 года. Исторически родиной регбилиг считается север Англии, менее обеспеченные жители которого (по большей части шахтёры) решили заниматься регби на профессиональном уровне. Для этого им пришлось видоизменить правила классического регби, чтобы сделать игру динамичнее и зрелищнее. 
На зажиточном юге Англии развивался регби-юнион, который до конца XX века оставался любительским видом спорта.

## Правила регбилиг
В регбилиг играют две команды по 13 человек. Матч состоит из двух таймов по 40 минут. Цель игры — приземлить мяч в зачётной зоне за воротами соперников. Взятие зачётной зоны носит название «попытка» (try) и приносит 4 очка. Команда, занёсшая попытку, выполняет «реализацию» — мяч относится параллельно боковой линии от точки, где он был заземлён на удобное расстояние, после чего производится удар по воротам. Успешная реализация оценивается в 2 очка. Также очки можно набрать ударом с пенальти (2 очка) или «дроп-голом» (удар, который наносится с игры по отскочившему от земли мячу, в Австралии именуется «филд-гол»), который приносит 1 очко.

## Позиции игроков на поле (снизу вверх)
|                                      | 8 Нападающий первой линии (Front row, Prop) |                                                  | 9 Хукер (Hooker)                                 |                                           | 10 Нападающий первой линии (Front row, Prop) |                                       |  |
|                                      |                                             | 11 Нападающий второй линии (2nd row)             |                                                  | 12 Нападающий второй линии (2nd row)      |                                              |                                       |  |
|                                      |                                             |                                                  | 13 Свободный нападающий (loose forward или lock) |                                           |                                              |                                       |  |
|                                      |                                             |                                                  |                                                  |                                           |                                              |                                       |  |
|                                      |                                             | 7 Полузащитник схватки (Halfback или Scrum-half) |                                                  | 6 Полузащитник (Stand-off или Five-eight) |                                              |                                       |  |
|                                      | 4 Центральный трёхчетвертной (Center)       |                                                  |                                                  |                                           | 3 Центральный трёхчетвертной (Center)        |                                       |  |
| 5 Крайний трёхчетвертной (Left wing) |                                             |                                                  |                                                  |                                           |                                              | 2 Крайний трёхчетвертной (Right wing) |  |
|                                      |                                             |                                                  | 1 Фуллбэк (Fullback)                             |                                           |                                              |                                       |  |

## Основные отличия от регби-15
Регбилиг, в отличие от регби-юнион (регби-15) — более скоростная и динамичная игра. В ней меньше внимания уделено борьбе за игровые зоны. Ключевое отличие: в регби-15 захваченный игрок обязан избавиться от мяча, за который команды борются в «раке» (произвольной схватке). В регбилиг захваченного игрока необходимо освободить, после чего владеющая мячом команда начинает следующую атаку. Если после шести захватов команда не занесла попытку, мяч передается сопернику. Это отличие позволяет сделать игру более зрелищной даже для неспециалиста.
Другие отличия: в регбилиг отсутствуют такие элементы регби-15 как мол или коридор, а назначаемая схватка осуществляется без давления. Это позволяет сократить количество пауз.

## Регбилиг в мире
Регбилиг культивируют более 20 стран. Однако наиболее популярен он в Англии, Австралии, Новой Зеландии и во Франции. В Папуа — Новой Гвинее регбилиг признан национальным спортом. Австралия являлась бессменным победителем Кубков мира с 1975 по 2000 год. До 25 ноября 2005 года они не проигрывали в международных матчах, пока не уступили Новой Зеландии в финале Кубка трёх наций. В 2008 году чемпионом мира стала Новая Зеландия. В XXI веке отмечается рост популярности регбилиг в таких странах, как Германия, Сербия, Аргентина, Мальта, Ямайка, Нидерланды, Эстония, Грузия, Украина.